# Tomás de Sierra

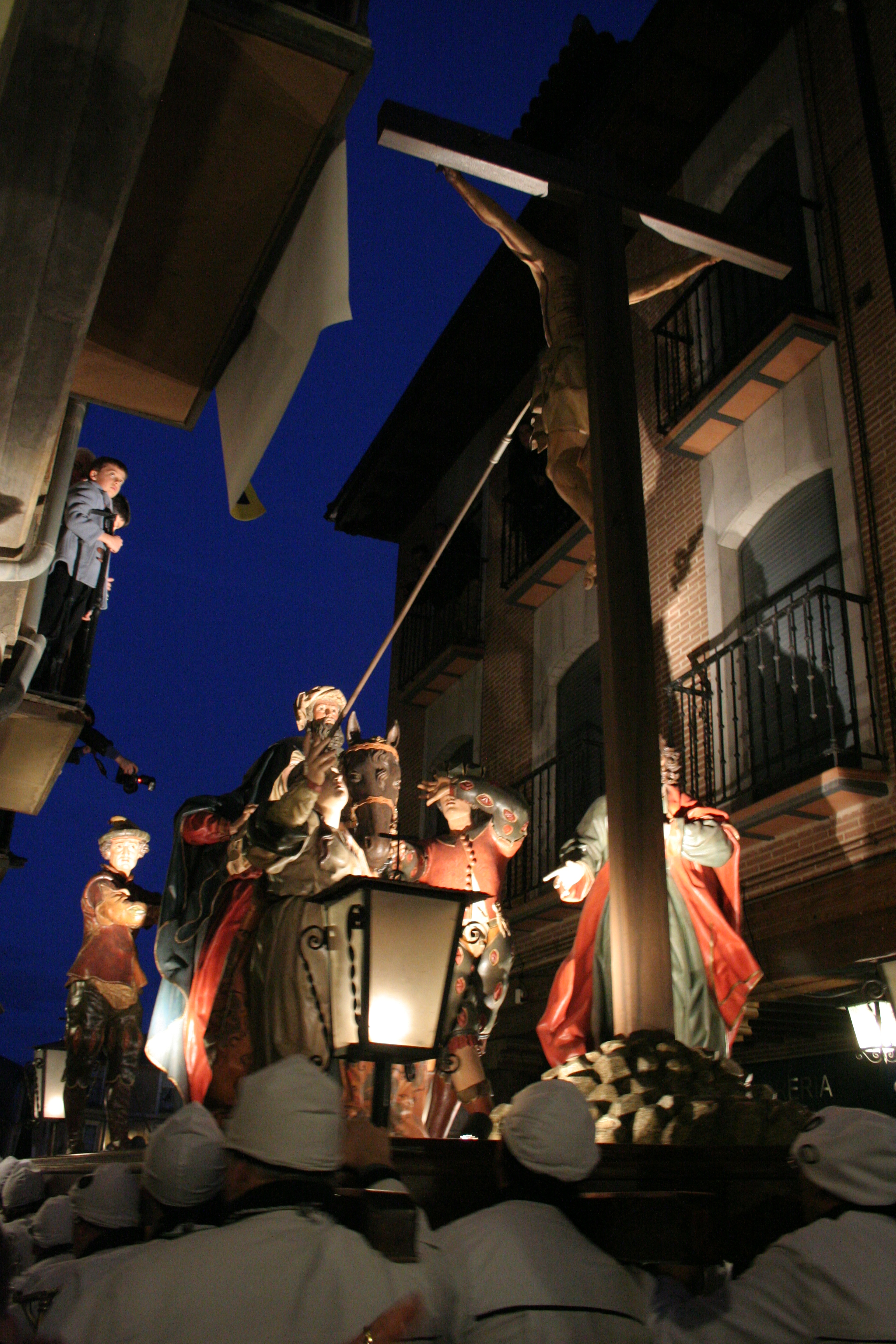
Paso procesional de "Longinos", Medina de Rioseco (1692)

Tomás de Sierra (1647/48 - 1725) fue un escultor barroco español, nacido en Santalla del Bierzo (provincia de León). Tras pasar por Valladolid, se estableció en Medina de Rioseco, donde contrajo matrimonio con la riosecana Inés de Oviedo Calla (1660-1732, Medina de Rioseco), pasando a residir y a instalar su taller en la Calle de la Carpintería de esta ciudad.  
Formó un gran centro de trabajo familiar con varios de sus hijos que se dedicaron a la escultura, policromía o ensamblaje de retablos, entre los que destacó Pedro de Sierra, notable arquitecto y escultor del periodo Rococó. También figuran entre ellos y dedicados al mundo del arte Francisco de Sierra Oviedo (sacerdote y escultor, nacido en octubre de 1681 y fallecido en un accidente en octubre de 1760, Medina de Rioseco), Tomás de Sierra Oviedo (pintor-dorador), José Joaquín de Sierra Oviedo (también conocido como José de Sierra Oviedo, escultor) y Jacinto de Sierra Oviedo (ensamblador). Una de sus hijas, Águeda, se casó con el artista Simón Gavilán Tomé. 
Falleció en Medina de Rioseco, siendo enterrado el 24 de enero de 1725 en la iglesia de Santa María de esta ciudad. En el registro de su entierro se afirma que el artista "no testó", lo que indica que la muerte debió de ocurrir de manera repentina.  

## Obra
Artista extraordinariamente prolífico, su catálogo de obras está todavía por precisar, si bien se encuentran documentadas, al menos, las siguientes:
- Retablo de la ermita de la cofradía de la Quinta Angustia de Medina de Rioseco (1692). Obra realizada con el ensamblador Alonso del Manzano.
- Paso de Longinos, Medina de Rioseco (1696). Retocó varias esculturas, aligerando el paso y haciendo las esculturas de Nuestra Señora, san Juan, la Magdalena y un soldado.
- Santiago matamoros, retablo de Villalba de los Alcores (1692-1693).
- Niño de Pasión, Villagarcía de Campos (1694). Por este niño cobró 370 reales: 200 de madera y peana, 110 de encarnación y 60 de ojos, lágrimas, cabellera, camisa y cintas.
- Esculturas del retablo de Villalón de Campos (San Pedro, San Andrés y San Pablo, Asunción y ángeles) (1696).
- Cinco santos jesuitas, Villagarcía de Campos (1699).
- Esculturas del retablo de Villamuriel de Cerrato (San Lorenzo, San Francisco de Paula y relieves) (1699).
- Los Padres de la Iglesia del retablo de Baquerín de Campos.
- San Juan Bautista y Santa Inés para Castroponce (1703).
- Esculturas del retablo mayor de Santiago de Medina de Rioseco (1704).
- Crucifijo, San Francisco Javier y San Antonio de Padua para Rabanales (1713).
- Esculturas del retablo mayor de Valverde de Campos (1714).
- Cristo con la cruz a cuestas para la Cofradía Penitencial de Nuestro Padre Jesús Nazareno de Palencia (1716).
- Esculturas del retablo mayor de Herrín de Campos (1720).
- Dolorosa, Medina de Rioseco (c. 1720).
- Asunción para el retablo de Valdearcos de la Vega (1724).

## Enlaces externos

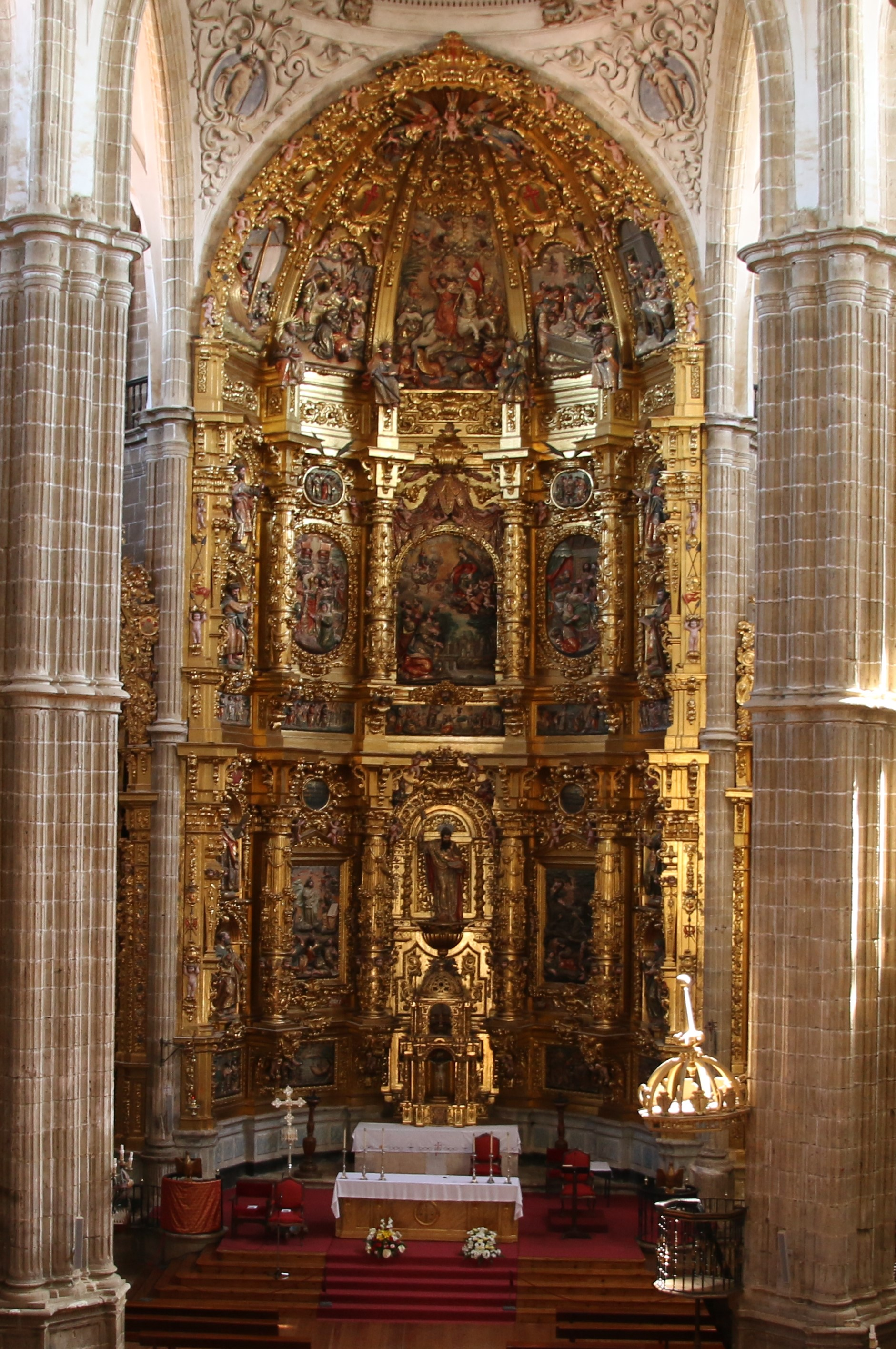
Esculturas del retablo mayor de la iglesia parroquial de Santiago, Medina de Rioseco (1704)